# Еберсбах (Гросенгайн)
Еберсбах (нім. Ebersbach) — громада в Німеччині, розташована в землі Саксонія. Входить до складу району Майсен.
Площа — 84,18 км2. Населення становить 4325 ос. (станом на 31 грудня 2020).